# Thomas Bridges (2e baron Bridges)
Pour les articles homonymes, voir Thomas Bridges et Bridges.
Thomas Edward Bridges (27 novembre 1927 - 27 mai 2017)  est un pair héréditaire britannique et un diplomate .

## Biographie
Bridges est né le 27 novembre 1927 d'Edward Bridges, plus tard secrétaire du Cabinet. Son grand-père est Robert Bridges, le poète lauréat. Il fait ses études au Collège d'Eton et au New College d'Oxford.
Il rejoint le service diplomatique en 1951. Après des affectations à Berlin-Ouest, Rio de Janeiro, Moscou et Washington, DC, il est ambassadeur en Italie de 1983 à 1987.
Il siège en tant que membre crossbencher de la Chambre des lords en 1975 et est l'un des quatre-vingt-dix pairs héréditaires élus pour rester en vertu de la House of Lords Act 1999 . Il est en congé de mars 2011 à mai 2015 . N'ayant pas assisté à l'ensemble de la session 2015-2016 sans être en congé, il cesse d'être membre le 18 mai 2016 conformément à l'article 2 de la loi de 2014 sur la réforme de la Chambre des lords . Il est décédé un an plus tard le 27 mai 2017 à l'âge de 89 ans.
Il est marié à Rachel Mary Bunbury (1926–2005), la plus jeune fille de Sir Henry Noel Bunbury. Ils ont trois enfants:
- Mark Bridges, 3e baron Bridges (né en 1954), avocat privé de la reine [6]
- Nicholas Edward Bridges (né en 1956), un architecte
- Ponts Harriet Elizabeth

Le pair conservateur, Lord Bridges de Headley, est son neveu.
En 1969, Bridges accède à la baronnie de Bridges à la mort de son père. Dans les honneurs du Nouvel An 1975, il est nommé compagnon de l'Ordre de St Michael et St George (CMG). Lors des honneurs du Nouvel An de 1983, Bridges est promu au sein du même Ordre en tant que Knight Commander (KCMG). Dans les honneurs du Nouvel An 1988, Bridges est promu au sein du même Ordre en tant que Chevalier Grand Croix (GCMG).